# Wieża Młyna Kieratowego w Braniewie
Wieża Młyna Kieratowego (niem. Rossmühlenturm, zwana później też: klasztorną, mniszą albo basztą) – XIV-wieczna baszta w południowo-zachodnim narożu dawnego Starego Miasta w Braniewie, stanowiąca element wewnętrznego muru obronnego.

## Historia

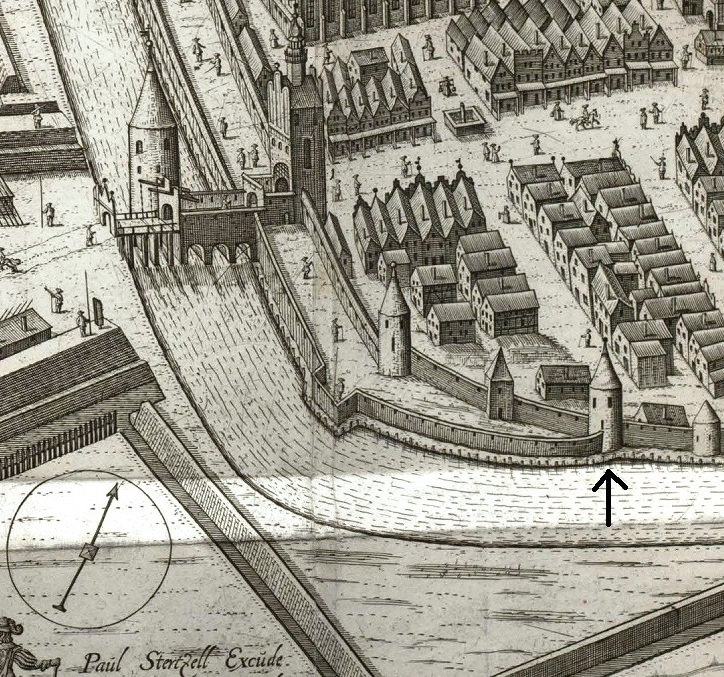
Wieża Młyna Kieratowego w dolnym prawym rogu, na planie Paula Stertzella i Konrada Götke, 1635

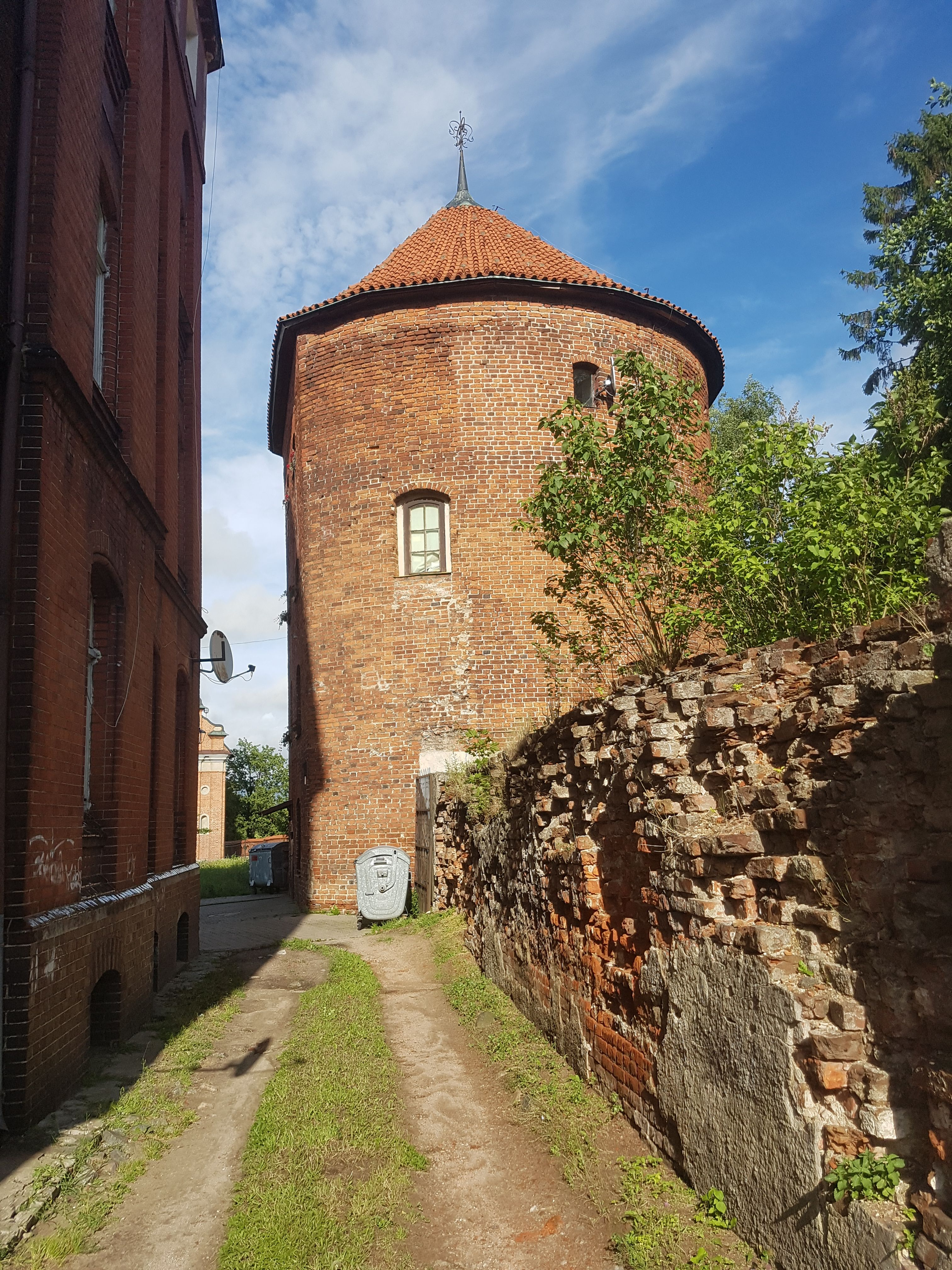
Wieża z przylegającym do niej murem obronnym, pierwotnie wysokim na 6 metrów, co pozostawiło ślad na ścianie

Braniewo w średniowieczu otrzymało okazały ciąg murów obronnych. Z licznych średniowiecznych fortyfikacji miasta dochowały się do czasów współczesnych nieliczne fragmenty murów obronnych, brama wjazdowa do zamku biskupiego, Wieża Klesza, tuż obok niska baszta bezimienna, Baszta Prochowa oraz chyba najbardziej okazała i dość dobrze zachowana Wieża Młyna Kieratowego.
Wieża powstała na przełomie XIV i XV wieku i stanowiła ważny element południowej strony fortyfikacji miejskich, będąc najpotężniejszą budowlą obronną na terenie Starego Miasta. Pełniła jednocześnie funkcję stanowiska ogniowego – działobitni, z zadaniem osłony miasta od strony południowej. Od tej wież rozpoczynał się podwójny miejski mur obronny – wewnętrzny oraz późniejszy, zewnętrzny, wybudowany w 1434 roku. Po zewnętrznej strony baszty i muru zewnętrznego znajdowała się fosa utrzymana w starym zakolu rzeki Pasłęki.
Gdy w XVII wieku średniowieczne mury miejskie przestawały już pełnić funkcję obronną, postępowała ich stopniowa rozbiórka. Na początku XIX w. usunięto wszystkie bramy miejskie, a do 1843 rozebrano poszczególne odcinki murów i niektóre wieże. Pozostałe baszty i wieże adaptowano do pełnienia różnych funkcji, np. w Wieży Kleszej znajdowały się pomieszczenia służące pobliskiemu gimnazjum (zajmującego pomieszczenia dawnego kolegium jezuickiego), a następnie archiwum. Wieża Młyna Kieratowego pełniła zaś m.in. funkcje więzienne (po 1840), później została wydzierżawiona na spichlerz (magazyn), a w roku 1888 sprzedana za kwotę 3000 marek klasztorowi sióstr katarzynek w Braniewie.
Po II wojnie światowej zniszczona baszta znajdowała się w stanie ruiny, zabezpieczona była tylko dachem, który z czasem uległ jednak ponownemu zniszczeniu i był niekompletny. W 1968 roku – z inicjatywy nowo powołanego zastępcy komendanta Hufiec ZHP Braniewo Józefa Rusieckiego – uzyskano zgodę władz miasta na adaptację obiektu na potrzeby miejscowego harcerstwa. Projekt restauracji wieży z zaadaptowaniem jej do nowej funkcji wykonał architekt Witold Czajkowski (1927–2005). Siłami harcerzy i pracowników budowlanych, przy pomocy wsparcia finansowego miasta, w ciągu 6 lat wyremontowano basztę. Wiosną 1973 roku dokonano jej uroczystego otwarcia jako harcówki. Baszta stała się nową siedzibą hufca, która wcześniej mieściła się na ul. Kościuszki 5a. W baszcie, oprócz pomieszczeń biurowych na parterze budynku, znajdowała się przestronna sala kominkowa, wyposażona w ręcznie wykonane stylowe dębowe meble oraz mieszcząca zbiory sali tradycji Hufca ZHP Braniewo. Na najwyższej kondygnacji baszty znajdowała się biblioteka z salą metodyczną oraz pomieszczenia Harcerskiego Klubu Łączności.
Po przemianach ustrojowych roku '89 Hufiec utracił również swoją wieloletnią siedzibę w Braniewie – basztę – którą wyremontował i która odtąd była nazywana – Basztą Harcerską. Stało się tak na skutek roszczeń Kościoła katolickiego do utraconego po II wojnie światowej majątku. Komisja Majątkowa, nie biorąc pod uwagę nakładów harcerzy na remont i utrzymanie w dobrym stanie obiektu, orzekła o jego zwrocie zgromadzeniu katarzynek. Spotkało się to z bardzo niechętnym przyjęciem przez członków ZHP. Pierwsza decyzja o przekazaniu obiektu zapadła już w roku 1991. Na mocy ugody zawartej z Komisją Majątkową harcerze uzyskali jeszcze prawo do 3-letniej dzierżawy baszty. W 1994 na prośbę burmistrza Tadeusza Kopacza katarzynki zgodziły się na przedłużenie umowy do końca pierwszego półrocza 1996 roku. Na dalszą dzierżawę baszty Rada Prowincjonalna zgromadzenia nie chciała już się zgodzić, toteż ostatecznie 9 sierpnia 1996 roku Zarząd Miasta Braniewa podjął decyzję o odebraniu baszty Hufcowi ZHP Braniewo. Władze miejskie na nową siedzibę hufca przeznaczyły pomieszczenia w suterenie po zlikwidowanej kuchni i stołówce Szkoły Podstawowej nr 1 przy ul. Armii Krajowej.

## Nazewnictwo baszty
Na przestrzeni wieków baszta była różnie nazywana. Pierwsza nazwa Wieża Młyna Kieratowego (niem. Rossmühlenturm) związana była z przeznaczeniem budowli do mielenia zboża za po pomocą kieratu. Pomimo że od lat funkcjonowały w mieście już młyny wodne jak: młyn Arnolda w Wikielcu czy Wielki Młyn Miejski (Große Amtsmühle) w Nowym Mieście Braniewie, to taka konstrukcja gwarantowała podczas oblężeń miasta przetrwanie. Gdy w czasie oblegania miasta istniejące młyny wodne były niedostępne dla mieszkańców zamkniętych w murach miejskich, posiadanie młyna kieratowego pozwalało na zmielenie ziarna siłą mięśni zwierząt lub nawet ludzi, co uniezależniało miasto od świata zewnętrznego i świadczyło o dużej zapobiegliwości ówczesnych mieszkańców.
Wieża zwana była nadto Tymienicze, czyli ciemnica, od znajdującego się w niej więzienia. Gdy w 1450 roku osiedliły się w Braniewie beginki, zajmując parcele i budując klasztor przy tejże wieży, nazywana była Wieżą Mniszek lub Klasztorną (Nonnenturm). Po II wojnie światowej, w 1973 roku, otrzymała jeszcze jedną nazwę: Baszta Harcerska, gdyż na ponad 20 lat stała się siedzibą Hufca ZHP Braniewo. Współcześnie, jako że wieżę odzyskał Kościół katolicki, zwana jest krótko Basztą, co do 2021 potwierdzała tablica na murze: ul. Basztowa 1 (obecnie ul. bł. Reginy Protmann 1).

## Architektura
Wieża Młyna Kieratowego zbudowana została w stylu gotyckim, z gotyckiej cegły pełnej. Obiekt wybudowano na planie podkowy – jej wnętrze jest kwadratem o boku 5,80 m, zakończonym z jednej strony, w kierunku fosy, półkolem, zwiększając średnicę do 7,00 m. Mur wewnętrzny baszty wystawał nieco poza linią muru miejskiego i stąd mniejsza jego grubość z tyłu wieży wynosząca zaledwie 0,5 m. Okna zakończone są łukami segmentowymi, a piwnica posiadała sklepienie łukowe. Wieża posiada 4 kondygnacje, ostatnia powstała najprawdopodobniej w latach 1505–1507, zbudowana została przez mistrza Hansa. Współcześnie jest to obiekt o wysokości 16,16 m od poziomu gruntu (strona północna), z czego kondygnacje ze stropami wysokości 12,70 m oraz dach 3,46 m.

## Galeria zdjęć

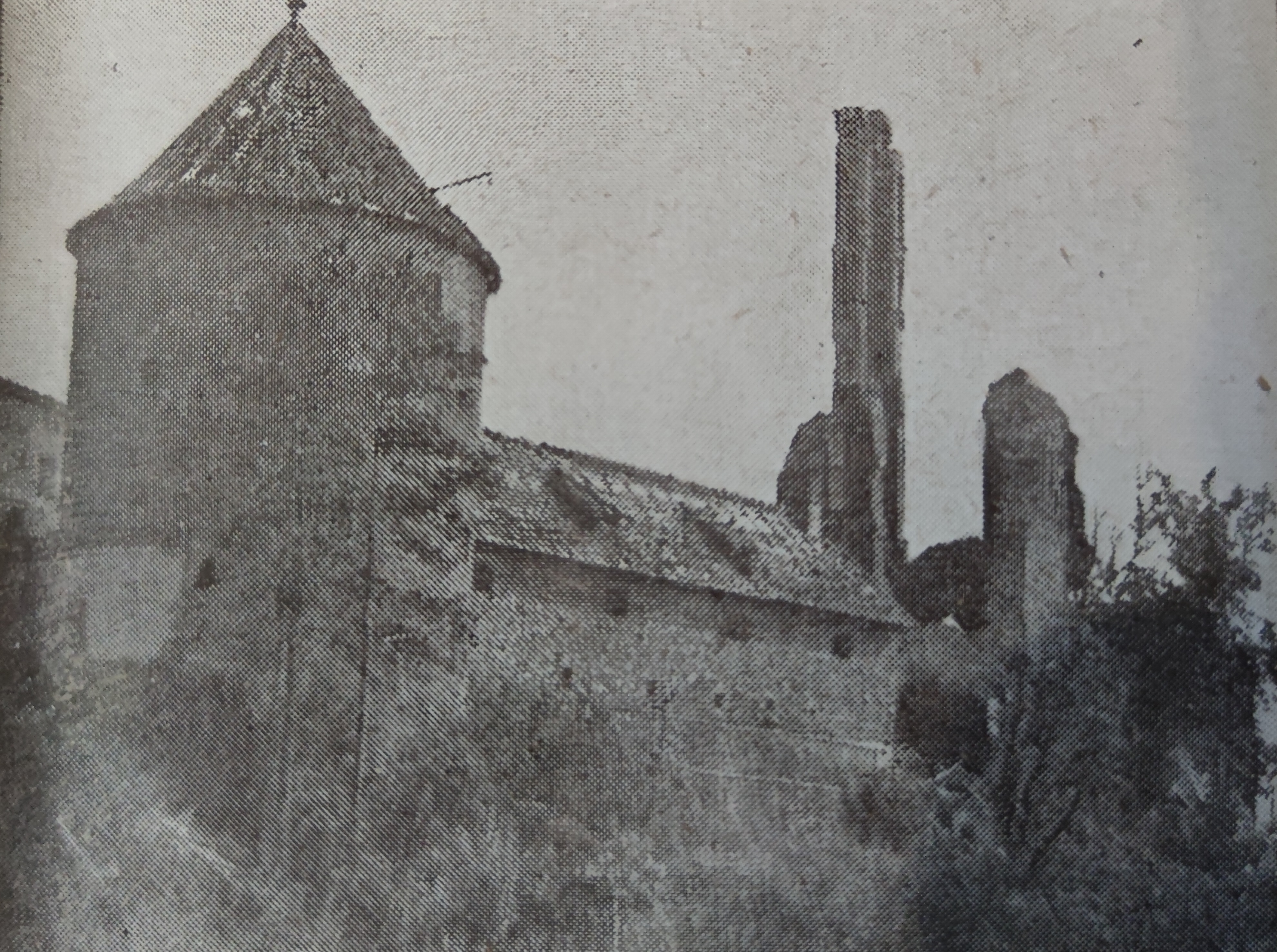
Baszta, 1948, w tle ruiny katedry
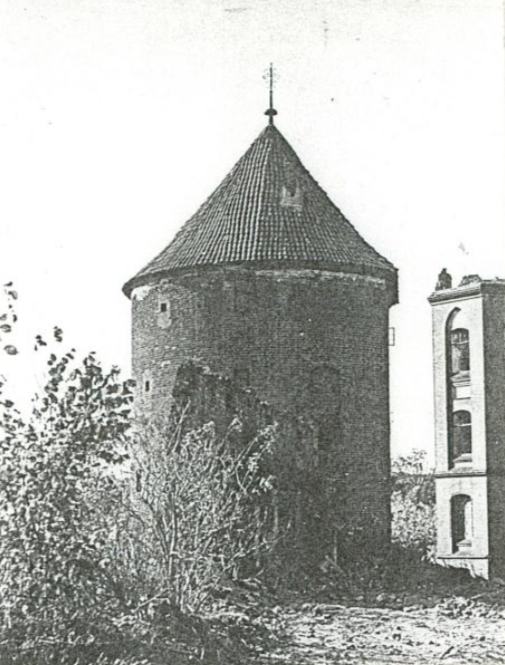
Baszta, rok 1960
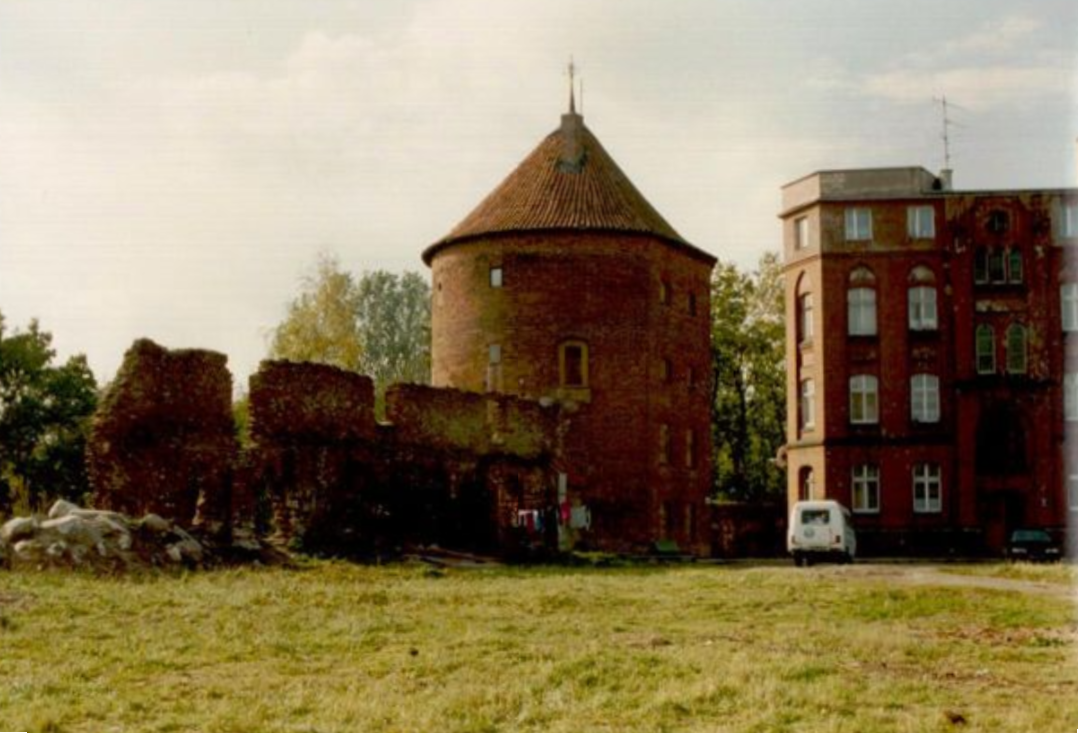
Baszta, rok 1992
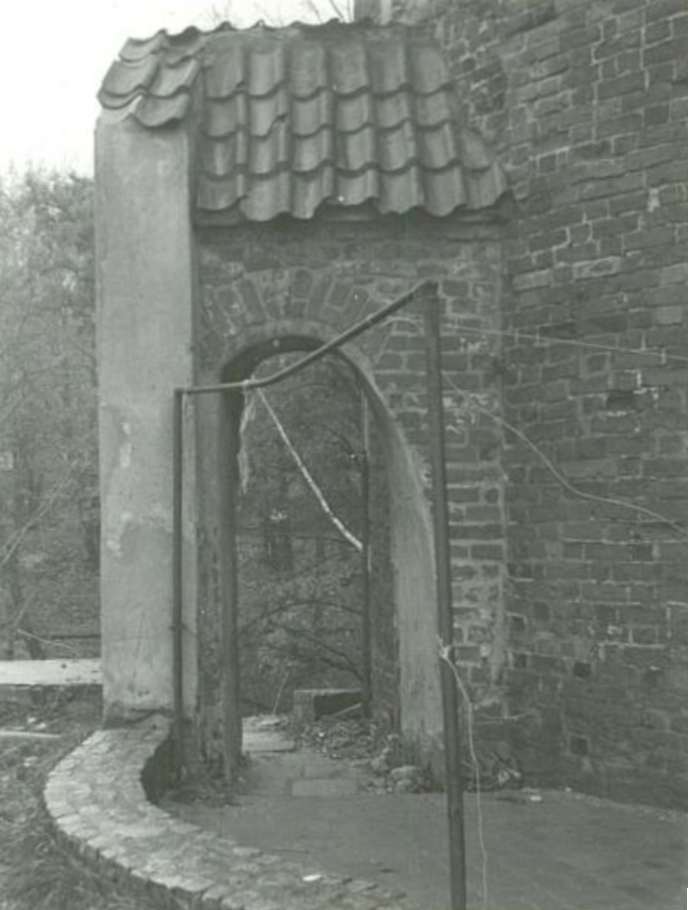
Furta od strony wschodniej
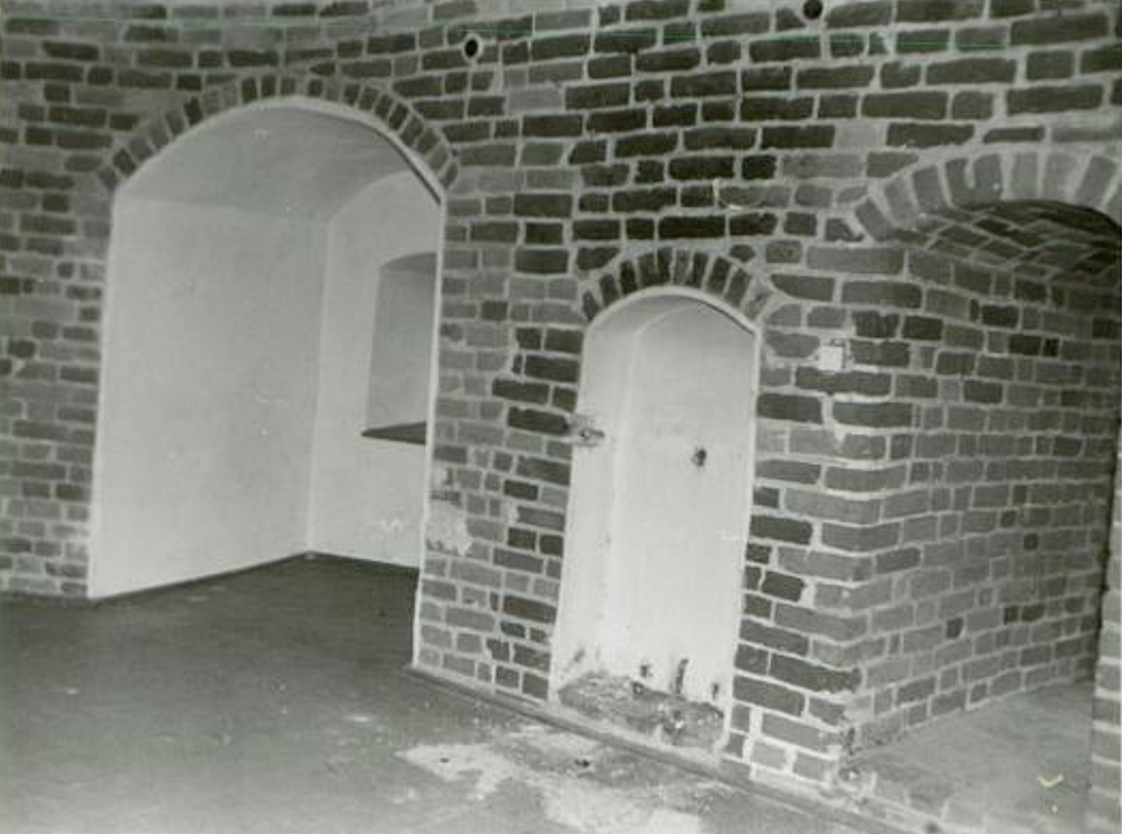
Baszta, 1. piętro
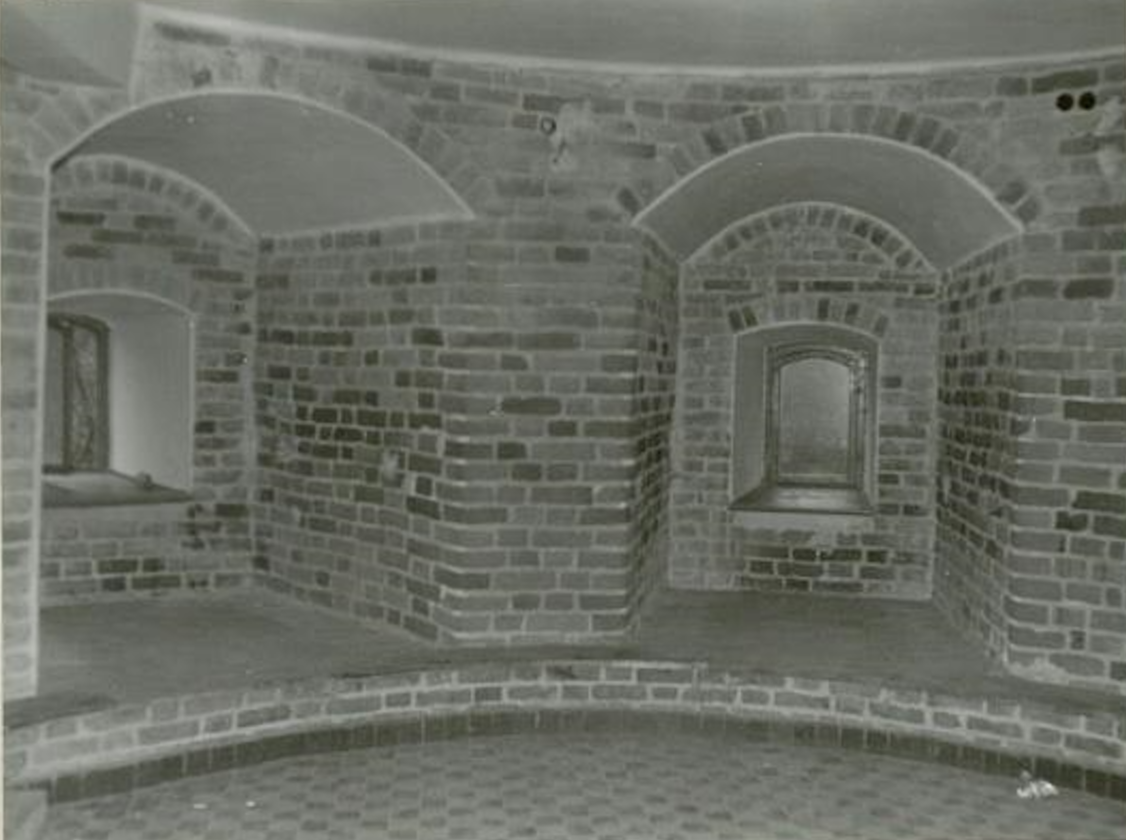
2. piętro
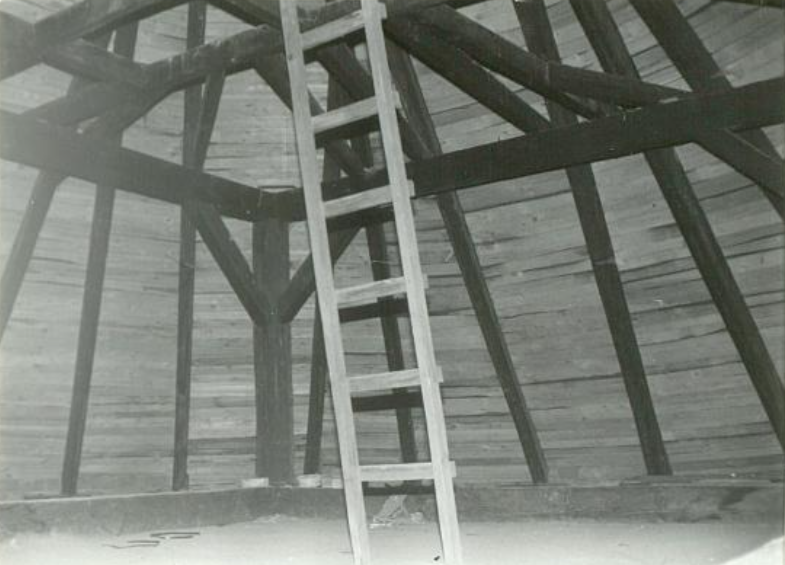
więźba dachowa